# Вилькин, Яков Рувимович
Яков (Ян) Рувимович (Романович) Вилькин (бел. Якаў Раманавіч Вількін, 5 января 1932, Витебск, БССР — 22 октября 1997, Минск, Беларусь) — советский и белорусский писатель, этнограф, педагог. Кандидат исторических наук (1971), профессор (1991). Заслуженный тренер Белоруссии (1991).

## Биография
Родился в Витебске. Окончил Витебский техникум.
Жил в Минске.
Окончил Минское художественное училище (1950), Белорусский институт физической культуры и спорта (1956). В 1961—1997 годах преподавал в Академии физического воспитания и спорта.
В 1971 году защитил кандидатскую диссертацию: «Белорусские народные игры второй половины XIX ― начала XX в.».
Собирал, исследовал и классифицировал белорусские народные игры. Автор фантастических повестей, учебников по физической культуре, справочников по истории физкультурного движения в Беларуси.

## Литературное творчество
Советским любителям фантастики известен двумя вышедшими в 1960-е годы детскими повестями — «Необыкновенные приключения Геннадия Диогенова» (1963) и «История Лима Великолепного» (1965). В первой рассказывается, как мальчик на машине времени путешествует в разные эпохи, в том числе в коммунизм. Вторая — собрание новелл, рассказывающих историю драгоценного камня аквамарина — «Лима Великолепного» — и проводящих читателя через различные исторические эпохи, от времён первобытных охотников до наших дней.

## Публикации
- Вилькин Я. Р. Необыкновенные приключения Геннадия Диогенова. — Минск: Госизадт БССР, 1963. — 132 с. — 15 000 экз.
- Вилькин Я. Р. История Лима Великолепного: Для ср.и ст.возраста / Ил. А.Зайцева, Ю.Сандгазина. — 1965.
- Вилькин Я. Р. Белорусские народные игры второй половины XIX ― начала XX в.: автореферат диссертации на соискание ученой степени кандидата исторических наук: 07.576. — Академия наук БССР, Институт искусствоведения, этнографии и фольклора, 1971.
- Вилькин Я. Р. Основы организации и документационного обеспечения спортивных соревнований: Метод. пособие. — Белорус. гос. ин-т физ. культуры, 1979.
- Вилькин Я. Р. Откуда пошли Олимпиады. — 1980.
- Вилькин Я. Р., Минков Б. М. Минск готовится к Олимпиаде-80: (материал в помощь лектору). — Правление общества «Знание» Белорусской ССР, Научно-методический совет по пропаганде медицинских знаний, физической культуры и спорта, 1980.
- Вилькин Я. Р. Основы массовой физкультурно-оздоровительной работы с населением: учебное пособие. — Комитет по физической культуре и спорту при Совете Министров БССР, Белорусский государственный институт физической культуры, 1982.
- Вилькин Я. Р. Управление и экономика физической культуры и спорта: учебное пособие для училищ Олимпийского резерва. — Государственный комитет Республики Беларусь по физической культуре и спорту, Республиканский методический кабинет по физической культуре и спорту, Академия физического воспитания и спорта Республики Беларусь, 1992.
- Вилькин Я. Р. Популярный менеджмент: Пособие для физкультур. работников. — Гос. ком. РБ по физ. культуре и спорту, Респ. метод. каб. по физ.культуре и спорту, Акад. физ.воспитания и спорта РБ, 1992.
- Вилькин Я. Р. Управление физкультурным движением и спортивный менеджмент: Учеб. пособие для высш. спец. учеб. заведений по физ. культуре и спорту Респ. Беларусь. — М-во спорта и туризма Респ. Беларусь, Респ. учеб.-метод. центр физ. воспитания населения, Акад. физ. воспитания и спорта, 1995.